# 点染テンセイ少女。
点染テンセイ少女。（てんせんテンセイしょうじょ）は、日本の女性アイドルグループ。KABUKIMONO'DOGs所属。
2021年4月23日デビュー。ライトノベルの世界観がコンセプトの10人組アイドルグループ、通称「テンテン」。
疾走感あふれるサウンド“エモーショナルオルタナティブロック”が、誰もが通った青春を彷彿とさせ、ノスタルジックな世界に染め上げる。

## 概要
毎月開催される「超早朝ワンマン」の他、山梨から都内までの道程をメンバーでつなぐ、100km駅伝など様々な企画で話題を呼んでいる。
また、2022年4月からは千葉テレビ・テレビ神奈川・テレビ埼玉の3局同時放送される朝の情報番組「ちば朝ライブ・モーニングこんぱす」にて、毎週木曜日に冠レギュラーコーナー「テンテンの今コレ売れてます!」を担当している。

## 略歴
- 2021年
  - 4月2日：池袋SOUNDPEACEにて開催された「KABUKIMONO'DOGs NewAge PreDebut 2Man Live」でプレデビュー。[1]
  - 4月23日：池袋SOUNDPEACEにて開催された、テンテンデビューワンマン 『私、転生少女ですが何か？』でデビュー。[2]
  - 5月13日：第1回目の『超早朝完全無銭ライブ』を池袋SOUNDPEACEにて開催。[3]
  - 5月27日：ルナ・ニャアイズ がグループを卒業。
  - 6月22日：アオハル ラムネ、那華喜 シイナ、日向 しおん、麗 シュウが加入。[4][5]
  - 6月28日：ふわり めるがグループを卒業。
  - 7月11日：新木場STUDIO COASTにて開催されたアイドル甲子園で、ゲリラ豪雨の中ライブを行う。[6]
  - 7月30日：美雲 はにが加入。[7]
  - 8月15日：TOKYO IDOL FESTIVAL2021全国選抜LIVE、初挑戦で決勝出場。[8]
  - 10月8日：渋谷DIVEにて、2nd ONEMAN LIVE「あの日、夢に見た景色」を開催。[9]
  - 10月10日：テンテンの日という事で、10組のゲスト迎えての、終日ぶっ通しイベント『十竜門 - Tou Ryu Mon-』を池袋SOUNDPEACEにて開催。

- 2022年
  - 1月14日：日暮 鳴子がグループを卒業。
  - 1月15日：日暮 刹那が加入。[10]
  - 2月4日：初MV「夢雫」をYouTubeにて公開。
  - 3月1日～3月31日：チェキチャの広告としてアオハル ラムネが新宿のデジタルサイネージに出現。
  - 3月17日：楽曲「夢雫」をカラオケ機種JOYSOUNDにて配信開始。[11]
  - 4月1日：山梨から都内までの100km駅伝。
  - 4月22日：下北沢シャングリラにて、3rd ONEMAN LIVE「廻る少女の詩物語。」を開催。
  - 5月22日：TOKYO IDOL FESTIVAL2022全国選抜LIVE、2回目の挑戦で優勝。出場権を獲得。[12]
  - 7月～9月：初アルバム「異世界転生してはいけない10の理由。」リリースイベントを東名阪で開催。
  - 8月7日：TOKYO IDOL FESTIVAL2022、DREAM STAGE、SKY STAGE出演。[13]
  - 8月18日：さくら もちがグループを卒業。
  - 9月3日：見習点染テンセイ少女。として平波 芽衣加入。
  - 9月10日：楽曲「ア・ビ・バ～I ll be back」をカラオケ機種JOYSOUNDにて配信開始。[14]
  - 10月4日：見習点染テンセイ少女。としてシュンカ アキ加入。
  - 10月17日：池袋harevutaiにて、4th ONEMAN LIVE「ハレとケ古書店はお1人様1冊まで。」を開催。[15]
  - 10月17日：平波 芽衣、シュンカ アキが正式加入。[16]
  - 10月20日：チョウゼ ツムギがグループを卒業。
- 2023年
  - 3月24日：TOKYO DOME CITY HALLにて、NIG FES 2023に出演。[17][18][19]
  - 4月20日：新宿BLAZEにて、5th ONEMAN LIVE「されど幽-you-は煌めく」開催。
  - 4月23日、TOKYO GRAVURE IDOL FESTIVALとの連動企画「春のTGIF 週プレ賞 2023」に、グループを代表して美雲はにが参加[20]。
  - 6月28日：日向しおん卒業公演。見習いテンセイ少女。として茜ほむらの加入を発表
  - TIF
- 2024年
  - 4月25日川崎クラブチッタにて3周年6thワンマンライブ　三丁目放課後プリズナー　開催
  - 10月25日、SUMMER SONIC2024出演
- 2025年
  - 4月16日ヒューリックホール東京4周年

## メンバー
| 名前                                    | 転生 生誕日 | 出身                     | 愛称                  | 担当カラー         | 趣味                    |  |
| --------------------------------------- | ----------- | ------------------------ | --------------------- | ------------------ | ----------------------- |  |
| 空士 ヒマリ （くうし ひまり）           | 8月10日     | お空の国                 | ヒマちゃん / 空士さん | 向日葵イエロー     | 睡眠                    |  |
| コハク カーニバル （こはく かーにばる） | 5月10日     | お祭りの国               | コハク / コハちゃん   | パラダイスグリーン | ゲーム/動画鑑賞         |  |
| アオハル ラムネ （あおはる らむね）     | 7月10日     | あの夏の日の思い出       | ラムネ / ラムちゃん   | サイダーブルー     | 自転車に乗ること / 旅行 |  |
| 那華喜 シイナ （なかよろ しいな）       | 12月10日    | ミラクルワールド         | シイナチャン          | エナジーオレンジ   | 楽しいことをする        |  |
| 日向 しおん （ひなた しおん）           | 4月10日     | おひさまいっぱいのお花畑 | しおん                | 紅葉レッド         | おさんぽ                |  |
| 麗 シュウ （うるわ しゅう）             | 6月10日     | 健康ランド               | シュウちゃん / うるわ | サラダグリーン     | 1人カラオケ/踊ってみた  |  |
| 美雲 はに （みくも はに）               | 3月10日     | 時計のない世界           | はにちゃん / はにもり | パールホワイト     | ゲーム                  |  |
| 日暮 刹那 （ひぐらし せつな）           | 11月10日    | 青薔薇の国               | せつな                | 時雨の蒼色         | 漫画（読書）            |  |
| シュンカ アキ （しゅんか あき）         | 9月10日     | 冬がこない国             | あきちゃん            | クロッカスパープル | 香水集め                |  |
| 泡沫 海月 （うたかた くらげ）           | 2月10日     |                          |                       |                    |                         |  |

### 旧メンバー
| 名前                             | 転生生誕日 | 担当カラー | 卒業           |
| -------------------------------- | ---------- | ---------- | -------------- |
| ルナ・ニャアイズ るな にゃあいず | 7月10日    | 赤         | 2021年5月27日  |
| ふわり める                      | 3月10日    | 白         | 2021年6月28日  |
| 日暮 鳴子 ひぐらし なくこ        | 11月10日   | 青         | 2022年1月14日  |
| さくら もち                      | 2月10日    | ピンク     | 2022年8月18日  |
| チョウゼ ツムギ ちょうぜ つむぎ  | 9月10日    | 紫         | 2022年10月20日 |
| 平波 芽衣 ひらなみ めい          | 2月10日    | ピンク     | 2025年7月22日  |

## 作品

### アルバム
| #   | 発売日         | タイトル                           | 規格品番 |
| --- | -------------- | ---------------------------------- | --- |
| 1st | 2022年10月25日 | 異世界転生してはいけない10の理由。 | KDTT-0010（通常版） KDTT-0011（日向しおん盤） KDTT-0012（那華喜シイナ盤） KDTT-0013（麗シュウ盤） KDTT-0014（美雲はに盤） KDTT-0015（アオハルラムネ盤） KDTT-0016（チョウゼツムギ盤） KDTT-0017（コハクカーニバル盤） KDTT-0018（空士ヒマリ盤） KDTT-0019（日暮刹那盤） |

#### 配信シングル
| #   | 発売日         | タイトル                                   | 備考                                                             |
| --- | -------------- | ------------------------------------------ | ---------------------------------------------------------------- |
| 1st | 2021年7月5日   | スターストーリー チャイムが鳴れば 存在証明 | 3作品同時リリース                                                |
| 2nd | 2021年8月2日   | 虹彩エフェクター ハテナイソラ One Flower   | 3作品同時リリース                                                |
| 3rd | 2021年9月6日   | アネモネ白書 アオイロファクター Ride On!!  | 3作品同時リリース                                                |
| 4th | 2022年2月4日   | 夢雫                                       | アネモネ白書（麗 シュウver同時リリース）                         |
| 5th | 2022年4月22日  | ア・ビ・バ〜I`ll be back〜                 | スターストーリー（日向 しおんver同時リリース）                   |
| 6th | 2022年11月28日 | ぼくらの夏休み。                           |                                                                  |
| 7th | 2023年2月28日  | チグハグQ&A                                | c/w 甘空スクールデイズ(日向しおん・アオバルラムネ・那華喜シイナ) |
| 8th | 2023年4月20日  | 終電終恋ラプソディ                         | c/w ランチ(日暮刹那・美雲はに・シュンカアキ)                     |

## タイアップ
| 楽曲             | タイアップ                                   | 収録作品             |
| ---------------- | -------------------------------------------- | -------------------- |
| ぼくらの夏休み。 | 『満パンスター 2023 』2022年11月テーマソング | デジタル配信シングル |

## 書籍
- BUBKA9月号（2022年8月7日）アオハル ラムネ
- BUBKA2月号（2022年12月28日）那華喜 シイナ
- BUBKA3月号（2023年1月31日）日向 しおん
- BUBKA5月号（2023年3月31日）麗 シュウ
- BUBKA6月号（2023年4月28日）アオハル ラムネ
- BUBKA1月号 (2023年11月30日) 日暮 刹那
- BUBKA2月号 (2023年12月28日) 日向 しおん

## 出演

### テレビ
- 「MIRAI系アイドルTV」（2021年12月15日 TOKYO MX、サンテレビ）アオハル ラムネ
- 「ちば朝ライブ モーニングこんぱす」（2022年4月7日～2023年3月30日 千葉テレビ、テレビ神奈川、テレ玉）
-木曜日「テンテンの今コレ売れてます!」コーナーをメンバー2名選抜で担当-
- 「TOPFLIGHTー春の歌謡祭ー」（2022年5月23日 BSフジ）[21]
- 「加藤浩次のちゃっかりバズってます!!」（2022年6月17日、24日 テレビ西日本）日向 しおん
- 「ちば朝ライブ モーニングこんぱす」内「ヒーローインタビュー」（2022年12月1日 千葉テレビ）アオハル ラムネ
- 「MIRAI系アイドルTV」（2022年12月21日 TOKYO MX、サンテレビ）那華喜 シイナ

### ラジオ
- 「りゅうちぇると高見奈央のiDOL on-line!」（2022年4月13日 ShibuyaCross-FM）那華喜シイナ、日向しおん、美雲はに、麗シュウ